# 新宿中心大厦
35°41′30″N 139°41′44″E / 35.69167°N 139.69556°E
新宿中心大厦（日语：新宿センタービル）是日本东京都新宿区西新宿超高层建筑群中的一栋摩天大楼。

## 概要
新宿中心大厦是东京都新宿区第五高的摩天大楼，高度比旁边的新宿三井大厦低2米，此大楼1层比新宿三井大厦高。是一栋砖色调外观的建筑，地下1楼与中地下1楼设有商店和餐馆，3楼～5楼设有诊所，53楼设有餐厅和免费展望台。

## 主要租户
- 东京建物株式会社
- 大成建设株式会社总部
- TBC集团株式会社总部

等等。（2010年12月）

## 前往方法
- 新宿站步行7分钟
- 大江户线都厅前站步行3分钟
- 丸之内线西新宿站步行5分钟
- 停车场（可容纳540辆，收费）

## 圖片集

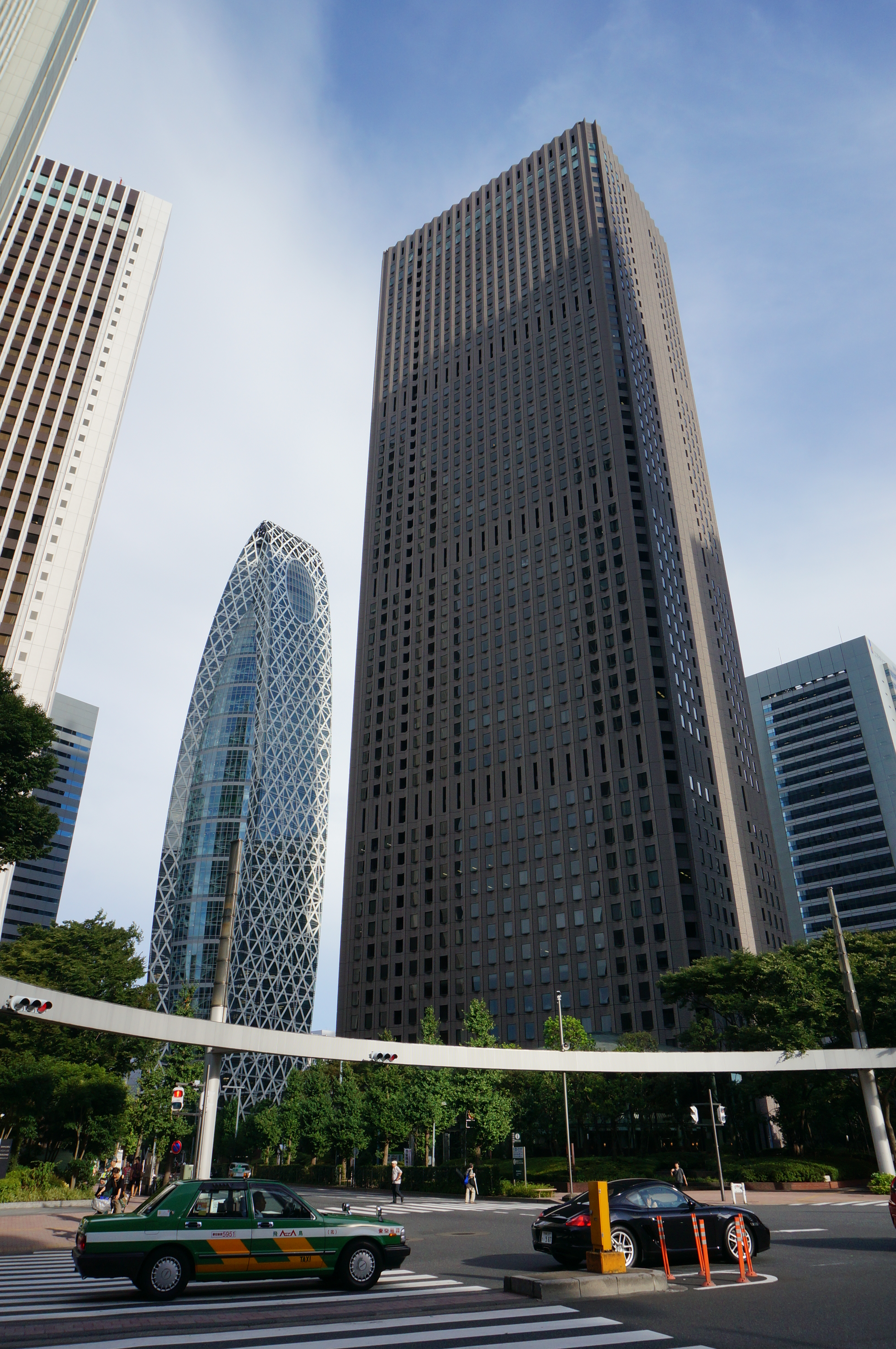
新宿中心大廈及Mode學園蟲繭大廈
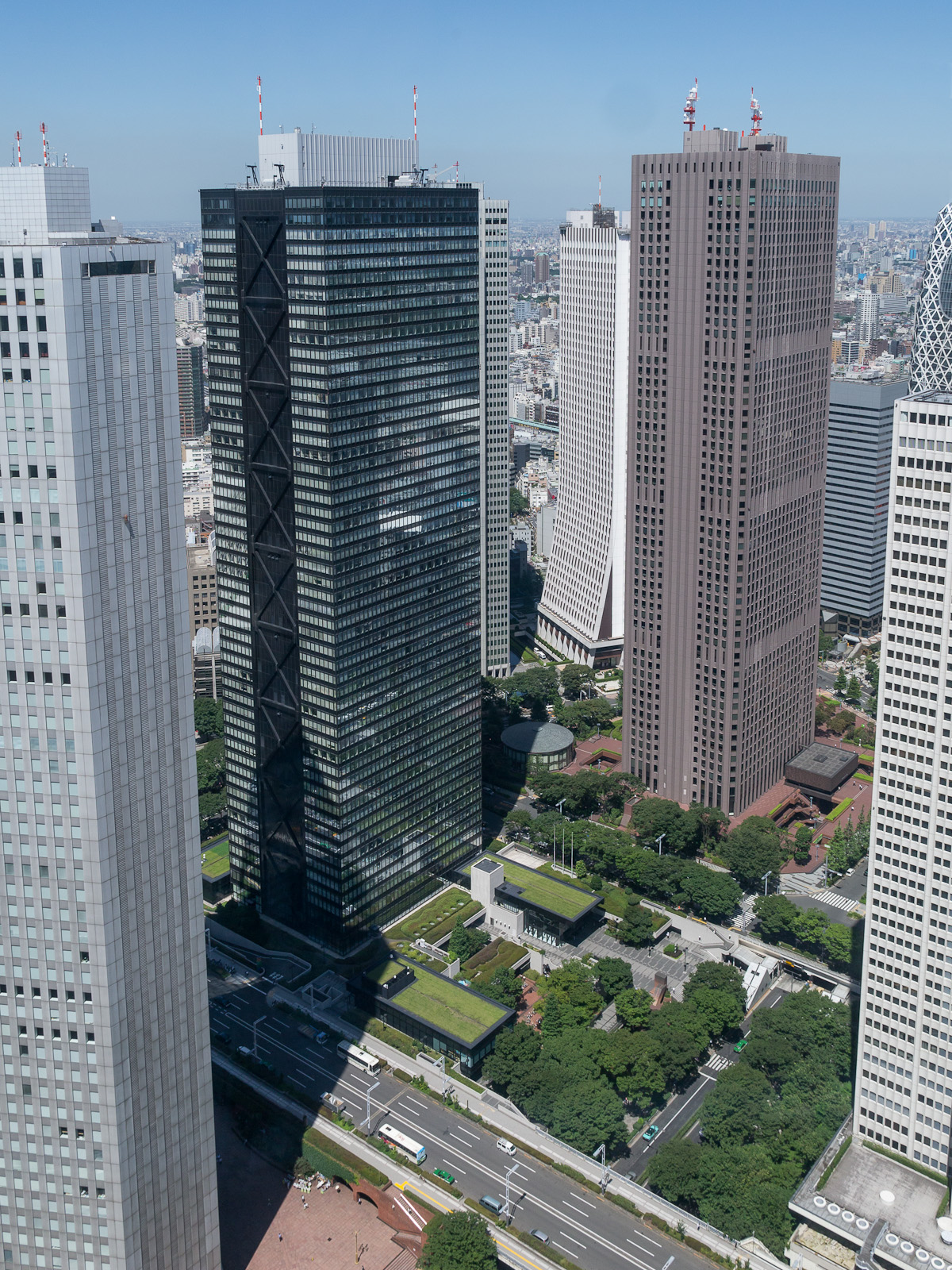
從都廳眺望新宿中心大廈
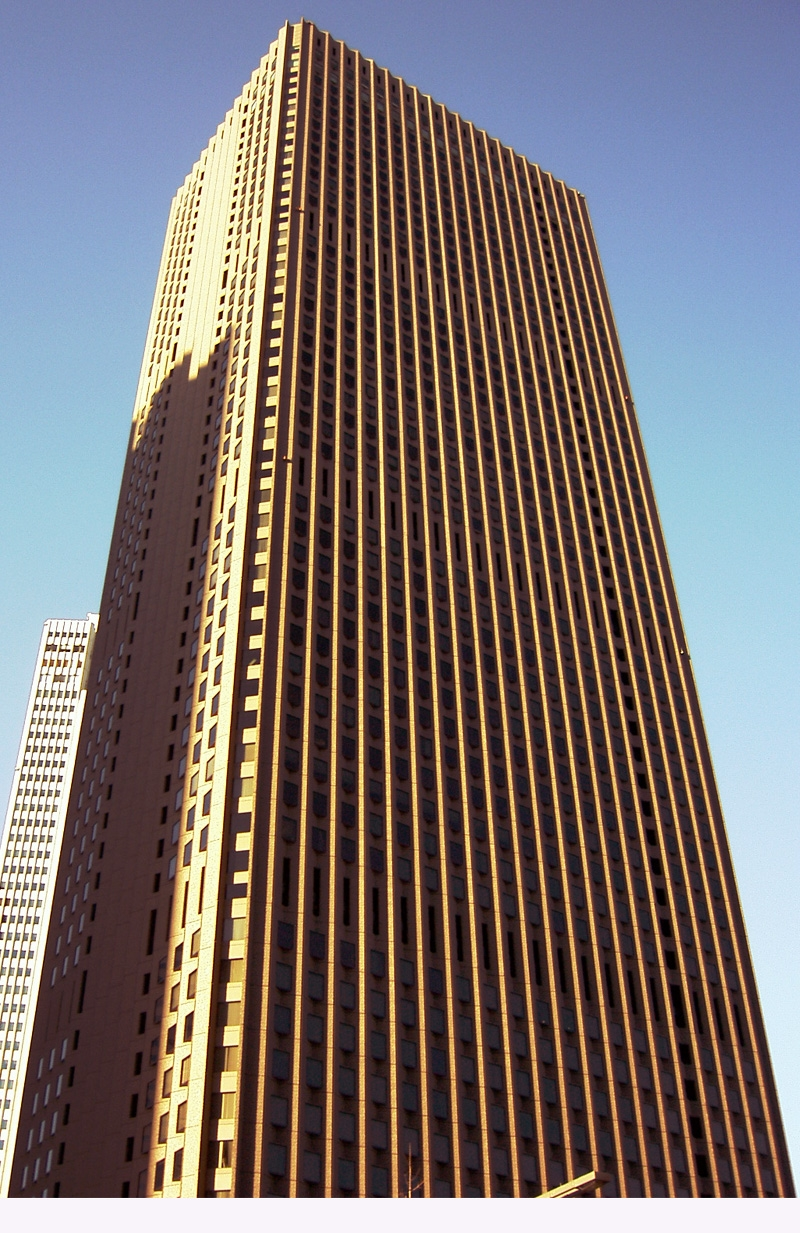
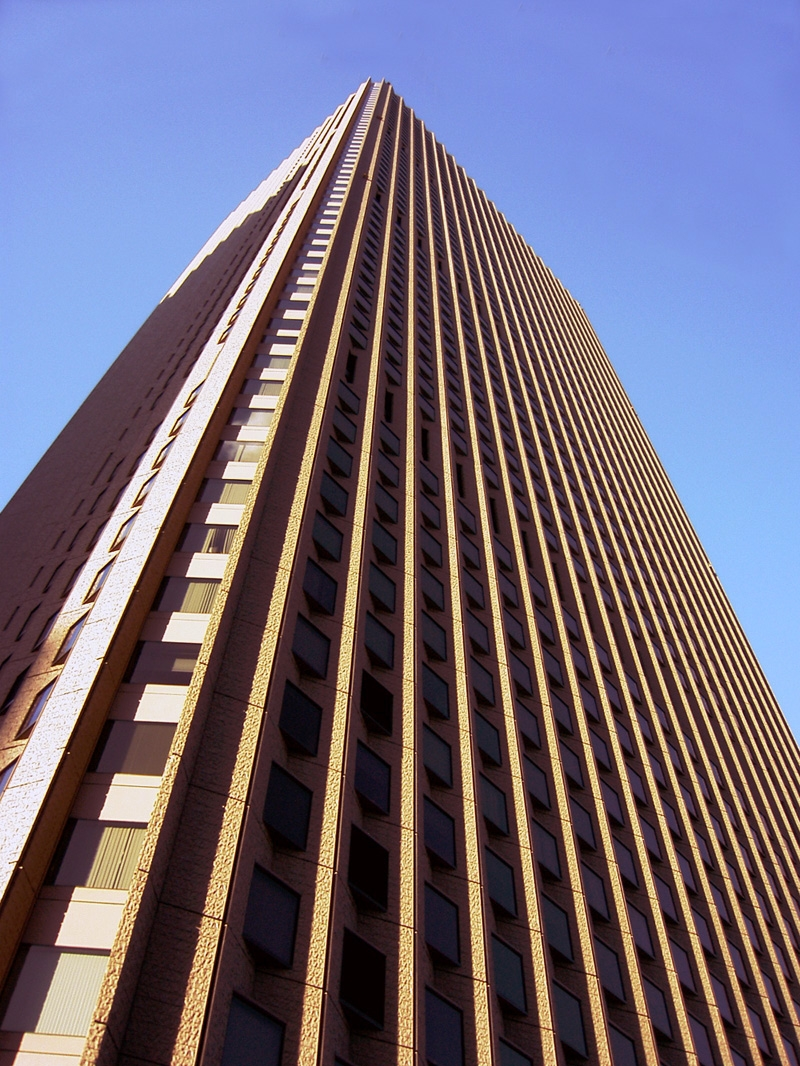
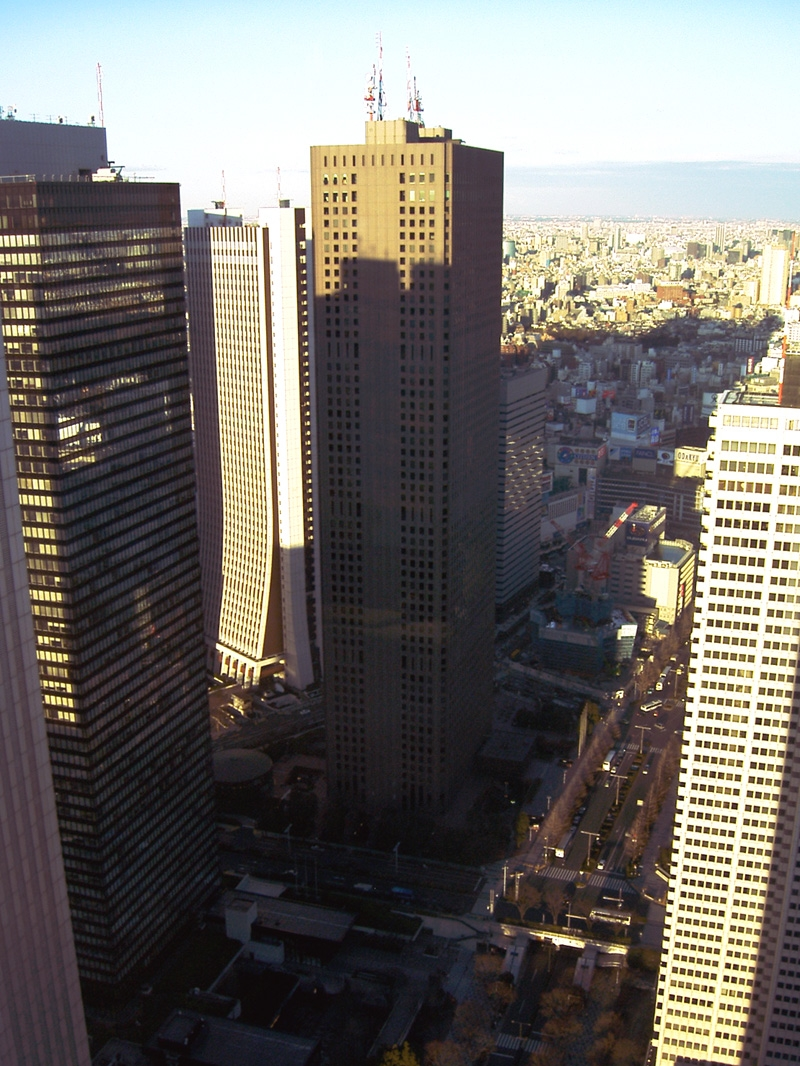
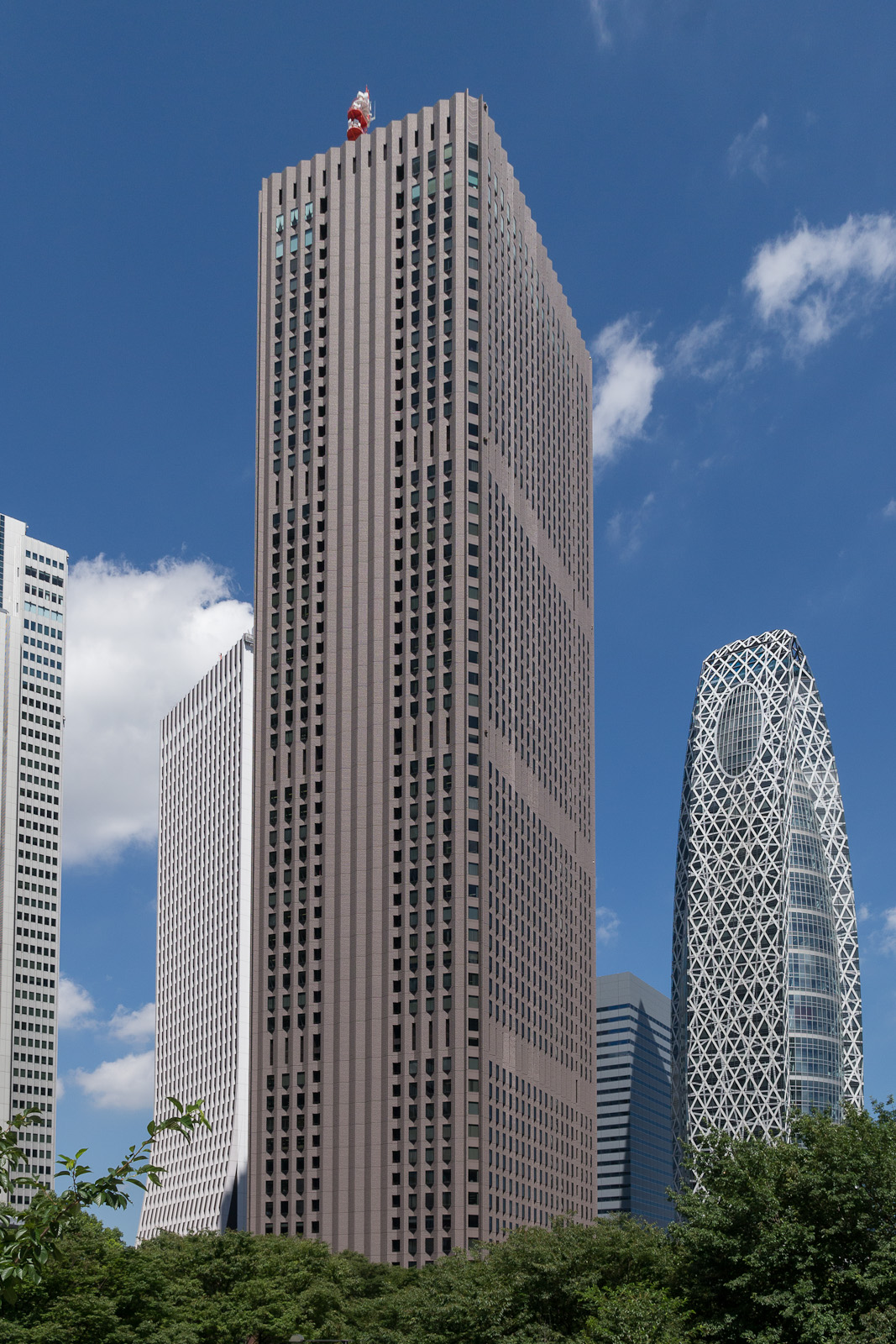
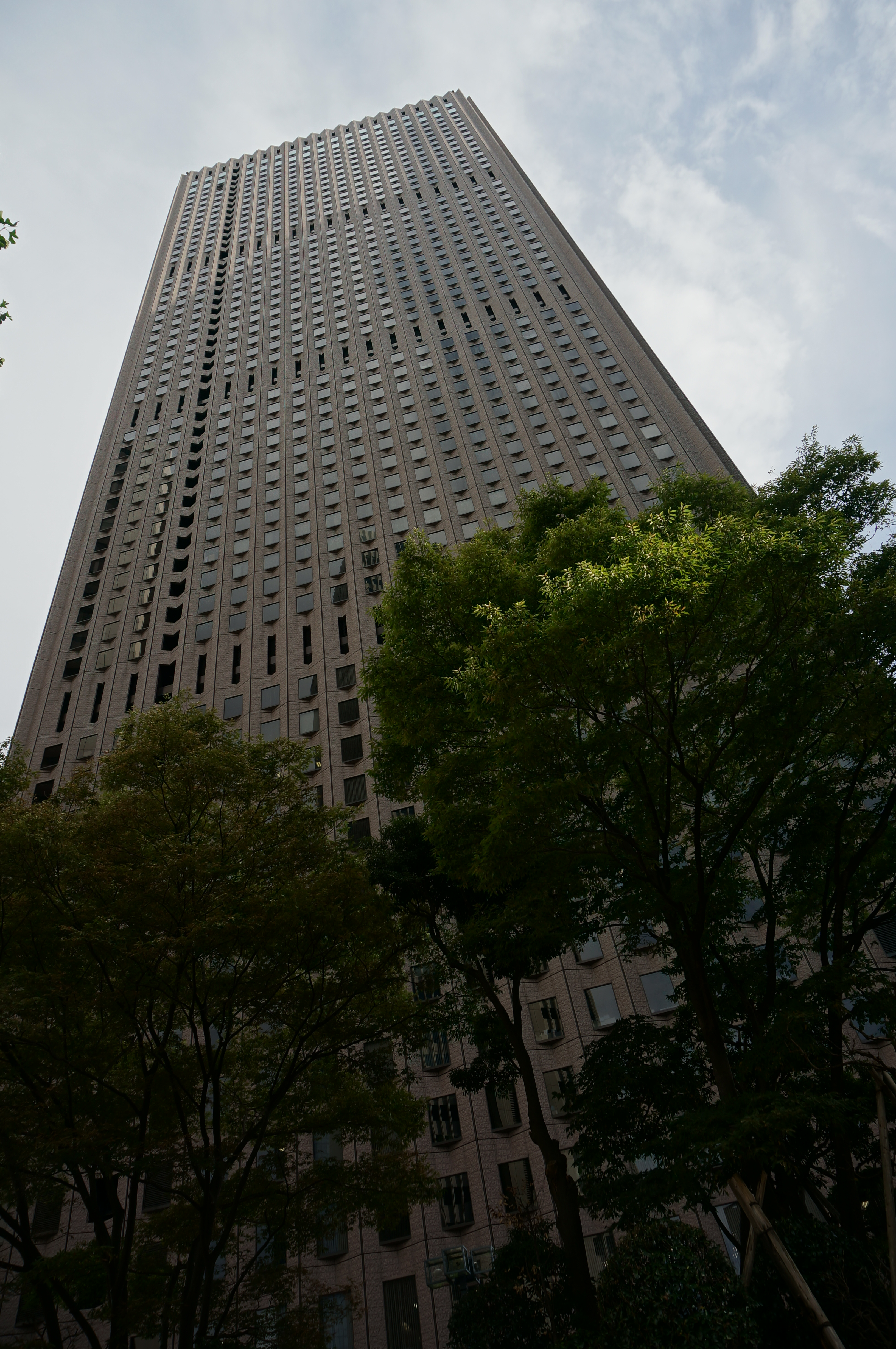
新宿中心大廈

## 脚注
1. ↑  . Skyscraperpage.com. （原始内容存档于2013-06-30）.
2. ↑  . Emporis.com. （原始内容存档于2013-06-30）.